# Rajd Targa Florio
Rajd Targa Florio (Rally Targa Florio) – asfaltowy rajd samochodowy z bazą we włoskich miastach Campofelice di Roccella i Termini Imerese. Odbywa się on na asfaltowych trasach na wyspie Sycylia, w rejonie miasta Palermo. W latach 1978–2003 stanowił jedną z eliminacji mistrzostw Europy. W różnych latach miał on współczynniki 2, 3 i 5. Od 2007 roku jest on jedynie eliminacją w mistrzostwach Włoch. Rajd ten jest kontynuacją wyścigu ulicznego Targa Florio, który odbywał się do 1977 roku.

## Zwycięzcy[1]
| Rok  | Kierowca            | Pilot                   | Samochód                       |      |
| ---- | ------------------- | ----------------------- | ------------------------------ | ---- |
| 1978 | Antonio Carello     | Maurizio Perissinot     | Lancia Stratos HF              | ERC2 |
| 1979 | Adartico Vudafieri  | Mario Mannucci          | Fiat 131 Abarth                | ERC2 |
| 1980 | Paolo Pasutti       | Stradiotto              | Fiat 131 Abarth                | ERC2 |
| 1981 | Jean-Claude Andruet | "Tilber"                | Ferrari 308 GTB                | ERC2 |
| 1982 | Antonio Tognana     | Massimo De Antoni       | Ferrari 308 GTB                | ERC2 |
| 1983 | Franco Cunico       | Ergy Bartolich          | Lancia 037                     | ERC2 |
| 1984 | Antonio Fassina     | Max Sghedoni            | Lancia 037                     | ERC3 |
| 1985 | Dario Cerrato       | Giuseppe Cerri          | Lancia 037                     | ERC3 |
| 1986 | Dario Cerrato       | Giuseppe Cerri          | Lancia Delta S4                | ERC3 |
| 1987 | Dario Cerrato       | Giuseppe Cerri          | Lancia Delta HF 4WD            | ERC2 |
| 1988 | Andrea Zanussi      | Popi Amati              | BMW M3                         | ERC2 |
| 1989 | Dario Cerrato       | Giuseppe Cerri          | Lancia Delta Integrale 16V     | ERC5 |
| 1990 | Piero Liatti        | Luciano Tedeschini      | Lancia Delta Integrale 16V     | ERC5 |
| 1991 | Piero Longhi        | Pietro Carraro          | Lancia Delta Integrale 16V     | ERC5 |
| 1992 | Piergiorgio Deila   | Pierangelo Scalvini     | Lancia Delta HF Integrale      | ERC5 |
| 1993 | Franco Cunico       | Stefano Evangelisti     | Ford Escort RS Cosworth        | ERC5 |
| 1994 | Franco Cunico       | Stefano Evangelisti     | Ford Escort RS Cosworth        | ERC5 |
| 1995 | Piero Liatti        | Alessandro Alessandrini | Subaru Impreza 555             | ERC5 |
| 1996 | Franco Cunico       | Pierangelo Scalvini     | Ford Escort RS Cosworth        | ERC5 |
| 1997 | Paolo Andreucci     | Simona Fedeli           | Renault Mégane Maxi            | ERC5 |
| 1998 | Renato Travaglia    | Flavio Zanella          | Peugeot 306 Rallye             | ERC5 |
| 1999 | Franco Cunico       | Luigi Pirollo           | Subaru Impreza WRC             | ERC2 |
| 2000 | Piero Longhi        | Lucio Baggio            | Toyota Corolla WRC             | ERC2 |
| 2001 | Gianluca Vita       | Alex Mari               | Peugeot 306 Maxi               | ERC2 |
| 2002 | Salvatore Riolo     | Maurizio Marin          | Peugeot 306 Maxi               | ERC2 |
| 2003 | Paolo Andreucci     | Anna Andreussi          | Fiat Punto S1600               | ERC2 |
| 2004 | Paolo Andreucci     | Anna Andreussi          | Fiat Punto S1600               |      |
| 2005 | Salvatore Riolo     | Maurizio Marin          | Renault Clio S1600             |      |
| 2006 | Paolo Andreucci     | Anna Andreussi          | Fiat Abarth Grande Punto S2000 |      |
| 2007 | Paolo Andreucci     | Anna Andreussi          | Mitsubishi Lancer Evo IX       |      |
| 2008 | Luca Rossetti       | Matteo Chiarcossi       | Fiat Abarth Grande Punto S2000 |      |
| 2009 | Luca Rossetti       | Matteo Chiarcossi       | Peugeot 207 S2000              |      |
| 2010 | Salvatore Riolo     | Angelo-Carlo Canova     | Citroën Xsara WRC              |      |
| 2011 | Paolo Andreucci     | Anna Andreussi          | Peugeot 207 S2000              |      |
| 2012 | Jan Kopecký         | Pavel Dresler           | Škoda Fabia S2000              | IRC  |